# Ernst Albrecht
Pour les articles homonymes, voir Ernst Albrecht (homonymie) et Albrecht.
Ernst Karl Julius Albrecht, né le 29 juin 1930 à Heidelberg, et mort le 13 décembre 2014 à Burgdorf, est un homme politique allemand membre de l'Union chrétienne-démocrate d'Allemagne (CDU).
Après avoir travaillé dans les instances européennes à Bruxelles, il est élu en 1970 député au Landtag de la Basse-Saxe. Six ans plus tard, et bien qu'il n'ait aucune fonction de premier plan, il parvient à se faire investir ministre-président du Land grâce à la division de la coalition au pouvoir.
À partir de 1978, il gouverne avec une majorité absolue de la seule CDU et est pressenti dans les années 1980 pour occuper de hautes fonctions fédérales. Contraint de gouverner avec les libéraux après les élections de 1986, il échoue à conserver son poste aux élections de 1990. Il se retire alors de la vie politique, mettant fin au plus long mandat à la direction du gouvernement de la Basse-Saxe.
Il est le père d'Ursula von der Leyen, élue en 2019 à la présidence de la Commission européenne.

## Biographie

### Milieu et formation
Ernst Albrecht est le fils du psychologue Carl Albrecht (en) (1902-1965) et le petit-fils du négociant en coton Carl Albrecht (en) (1875-1952).
La famille Albrecht figurait parmi les vieilles familles négociantes dites hübsche (« patriciennes », de haute bourgeoisie) de l’électorat de Hanovre.
Après une scolarité entre Brême, Verden et Brake, où il passe son Abitur en 1948, Ernst Albrecht s'inscrit à l'université de Tübingen pour y étudier la philosophie et la théologie. Il part un temps vivre aux États-Unis, et obtient son diplôme en 1950. Il se réinscrit à l'université et suit un double cursus de droit et sciences économiques, qu'il termine en 1953 à l'université de Bonn.

### Une carrière bruxelloise
En 1954, il devient attaché auprès du conseil des ministres de la Communauté européenne du charbon et de l'acier (CECA) à Bruxelles. Promu deux ans plus tard responsable de la section « Marché commun » de la Conférence intergouvernementale (CIG) chargée de la rédaction du Traité de Rome, il est recruté en 1958 comme chef de cabinet par le commissaire à la Concurrence de la Communauté économique européenne (CEE), l'Allemand Hans von der Groeben.
Il passe avec succès un doctorat de sciences économiques en 1959 et est choisi en 1967, à 37 ans, pour occuper le poste de directeur général de la Concurrence de la CEE.

### Une ascension politique très rapide
En 1969, il fait la rencontre de Wilfried Hasselmann, président de l'association régionale de la CDU de Basse-Saxe et ministre de l'Agriculture du Land dans une grande coalition avec le Parti social-démocrate d'Allemagne (SPD). Ce dernier le persuade de s'installer à Hanovre et d'entamer une carrière politique.
À l'occasion des élections régionales du 14 juin 1970, il est élu député au Landtag de Basse-Saxe, au scrutin de liste, et se voit aussitôt désigné vice-président du groupe parlementaire que préside désormais Hasselmann, le SPD ayant remporté la majorité absolue. En 1971, il est embauché par Bahlsen pour occuper les fonctions de directeur financier et membre du conseil d'administration.
De nouveau candidat aux élections régionales du 9 juin 1974, il est réélu, cette fois-ci dans 48e circonscription régionale. La CDU devance alors le SPD de cinq points, mais ce dernier fait alliance avec le Parti libéral-démocrate (FDP). Cet échec conduit Hasselmann à renoncer à être chef de file aux élections de 1978. Sur sa demande, Albrecht fait part de sa disponibilité et est choisi, à la fin de l'année 1975, pour conduire les chrétiens-démocrates au prochain scrutin.

### Ministre-président de la Basse-Saxe

#### L'élection surprise
Le 14 janvier 1976, le Landtag est appelé à investir un nouveau ministre-président. Le social-démocrate Alfred Kubel, 66 ans, souhaite en effet passer la main pour des raisons d'âge. Le SPD lui choisit comme successeur le ministre des Finances et ancien président du groupe parlementaire, Helmut Kasimier.
La CDU décide alors de présenter son nouveau chef de file. Bien que la coalition dispose de 78 sièges sur 155, Kasimier échoue en ne remportant que 75 voix, là où 79 sont requises, contre 77 à Albrecht. Au deuxième tour de scrutin, le lendemain, le candidat social-démocrate échoue de nouveau avec 74 suffrages, soit quatre de moins que son adversaire. Au troisième tour de scrutin le 6 février, il se trouve opposé à un nouveau candidat, le ministre fédéral de l'Aménagement du territoire Karl Ravens. Ernst Albrecht est cependant investi ministre-président de Basse-Saxe par 79 voix contre 75. Il est alors le premier chrétien-démocrate à occuper ce poste.

#### Deux gouvernements pour un premier mandat

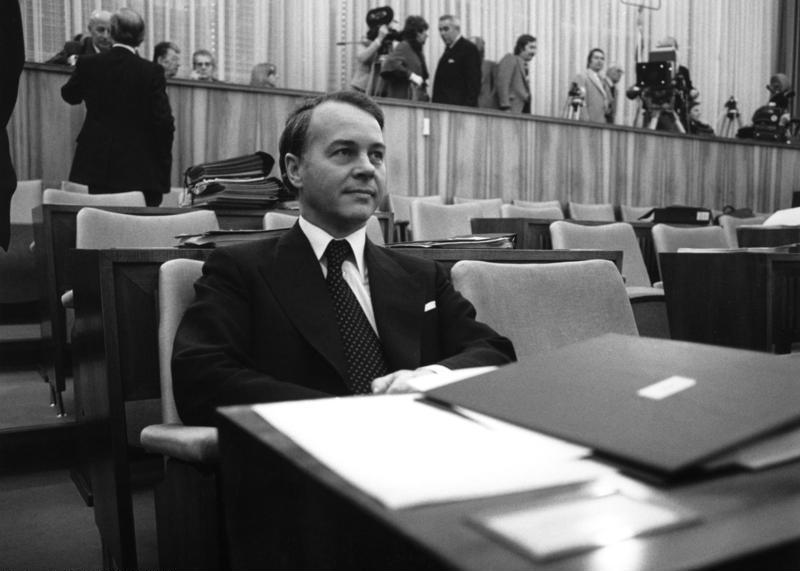
Ernst Albrecht en mars 1976 lors d'une séance du Conseil fédéral.

Minoritaire, il forme son premier gouvernement dans lequel il est ministre de l'Économie, des Finances, et de la Justice par intérim. Son « mentor » Wilfried Hasselmann est pour sa part vice-ministre-président, ministre des Affaires fédérales, et ministre de l'Intérieur par intérim. Par deux séries de nomination, le 13 février puis le 12 mai, il complète la composition de son exécutif. En janvier 1977, il forme une coalition avec le FDP et nomme son deuxième cabinet, qui dispose d'une majorité de 88 sièges sur 155.

#### Huit ans de domination et d'influence
Lors des élections régionales du 4 juin 1978, il emmène la CDU à la victoire et conquiert la majorité absolue au Parlement. Avec 48,7 %, il devance le SPD de six points et demi et remporte 83 sièges sur 155. Le FDP passe lui sous la barre des 5 % et se trouve alors exclu du Landtag. Wilfried Hasselmann retrouve alors ses fonctions de vice-ministre-président. En 1979, son gouvernement décide d'accueillir un millier de « Boat-people », une première dans un État occidental, et demande à l'État fédéral de renoncer à son projet de centre de traitement des déchets nucléaires à Gorleben, prenant en compte la volonté de la population alors qu'il y était favorable.
Le 25 mars de cette même année, il est élu vice-président fédéral de la CDU au congrès de Kiel par 426 voix sur 740, soit seulement 57,6 % des suffrages. Charismatique, populaire et influent au sein du parti, Ernst Albrecht est proposé par le président de la CDU, Helmut Kohl, comme candidat à la chancellerie pour les élections fédérales allemandes de 1980. Il reçoit l'investiture à l'unanimité du comité directeur fédéral le 28 mai suivant. Le 2 juillet toutefois, lors d'un vote du groupe CDU/CSU au Bundestag, il est de justesse battu par le ministre-président de la Bavière Franz Josef Strauß.
En 1980, il passe un nouvel accord avec les Länder du Schleswig-Holstein et de Hambourg pour renforcer le caractère régional de la radiotélévision publique Norddeutscher Rundfunk (NDR) et ouvrir la voie à l'introduction de l'audiovisuel privé. Lors du congrès fédéral de Mannheim le 9 mars 1981, il est réélu vice-président fédéral et améliore nettement son résultat, avec 614 voix sur 726, soit 84,6 % des suffrages exprimés. Cette même année, il institue le « jour de la Basse-Saxe », afin de renforcer le sentiment d'appartenance de ses concitoyens au Land.

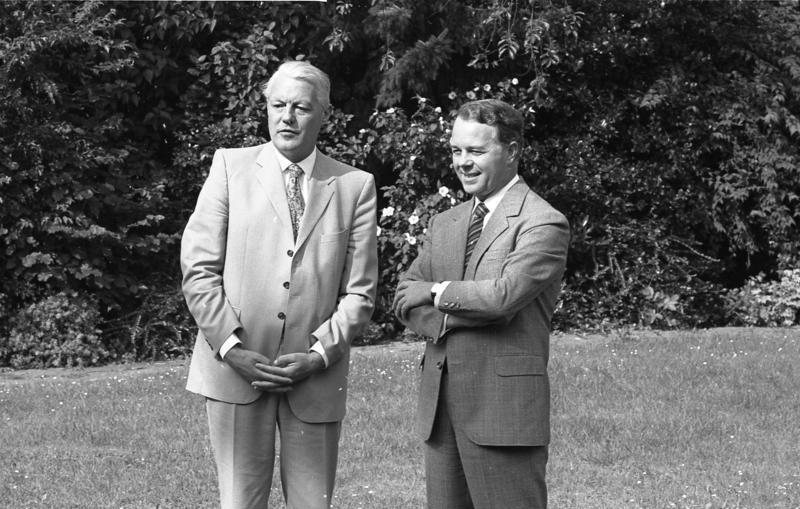
Ernst Albrecht aux côtés du ministre-président du Schleswig-Holstein Gerhard Stoltenberg (à gauche) à la conférence des ministres-présidents chrétiens-démocrates à Bonn, en 1983.

Candidat à sa propre succession lors des élections régionales du 21 mars 1982, il est encore opposé à Karl Ravens. Avec un score de 50,7 % des suffrages exprimés, il conquiert 87 sièges de député sur 171 au Landtag. C'est la première et seule fois dans l'histoire du Land qu'un parti obtient une majorité absolue en voix.
Malgré ce succès, il est réélu à la vice-présidence du parti avec un score en baisse lors du congrès fédéral de Cologne, le 25 mai 1983, récoltant 500 suffrages favorables sur 722 exprimés, soit 69,3 %.
Cela n'empêche en rien le chancelier Helmut Kohl de lui proposer, en 1984, d'être candidat à l'élection présidentielle du 23 mai. Souhaitant conserver ses fonctions dans son Land, Albrecht refuse. Il est de nouveau désigné vice-président fédéral de la CDU le 20 mars 1985, au congrès fédéral d'Essen, avec un score de 436 voix sur 696, soit 62,6 %. Le 1er novembre suivant, il prend pour un an la présidence tournante du Conseil fédéral.

#### La brèche de Celle et le début du déclin
Alors qu'il se porte candidat à un nouveau mandat pour les élections régionales du 15 juin 1986, la presse révèle l'opération « Feu magique », bientôt surnommée « la brèche de Celle » et dont l'objectif était de discréditer les prisonniers de la Fraction armée rouge (RAF). Le 25 juillet 1978, le service régional de contre-espionnage et le groupe spécial d'intervention GSG 9 ont fait exploser une charge contre un mur du pénitencier de Celle, une ville moyenne dans le centre du Land. Si aucun prisonnier n'a pu s'échapper, des preuves falsifiées ont permis de durcir le régime de détention de Sigurd Debus, membre de la RAF emprisonné dans cette structure.

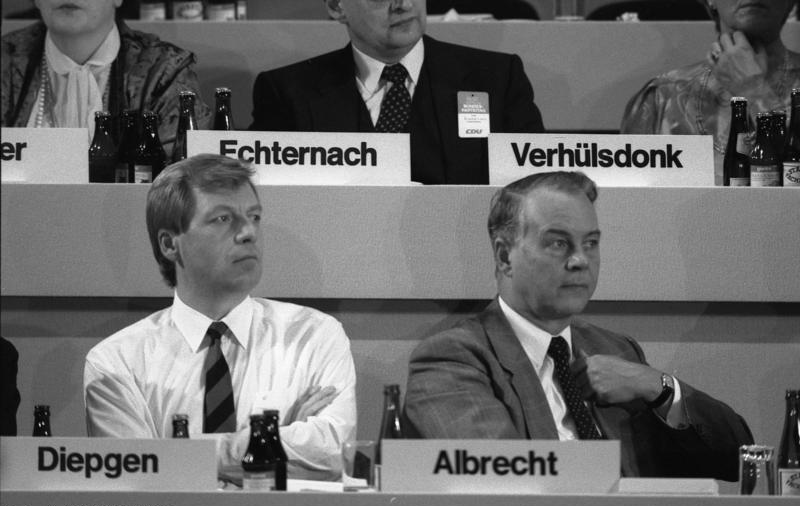
Ernst Albrecht aux côtés du bourgmestre-gouverneur de Berlin-Ouest Eberhard Diepgen au congrès de la CDU, en 1987.

Lors du scrutin, il se trouve opposé à Gerhard Schröder, député fédéral de 42 ans qui est parvenu à empêcher l'investiture par le SPD de l'ancienne ministre fédérale de la Santé Anke Fuchs. Avec 44,3 % des voix et 69 députés sur 155, la CDU reflue de six points et demi et réalise son plus mauvais résultat depuis 1967, tandis que les sociaux-démocrates remportent 42,1 %, soit une hausse de cinq points et demi, et 66 sièges. Toutefois, le résultat du FDP, 6 % et 9 parlementaires, permet à Albrecht de conserver le pouvoir avec une très courte majorité de 78 sièges. Seize mois plus tard, le 9 novembre 1987 au congrès fédéral de Bonn, il est réélu vice-président fédéral du parti, par 444 suffrages sur 662 exprimés, soit un score habituel de 67,1 %.
En 1988, un scandale éclate à propos de la privatisation des casinos que détenaient le Land. La démission, le 31 octobre, du vice-ministre-président et ministre de l'Intérieur Wilfried Hasselmann est suivie, le 19 décembre, du dépôt d'une motion de censure constructive, qui échoue avec seulement 76 voix favorables. Le 11 septembre 1989, il est pour la dernière fois élu vice-président fédéral de la CDU, en récoltant 438 voix sur 730, soit juste 60 % des suffrages des délégués.

### La défaite et la retraite
Pour les élections régionales du 13 mai 1990, il se présente à nouveau comme chef de file, mais annonce pendant la campagne qu'en cas de victoire, il cèdera le pouvoir au milieu de la législature à Rita Süssmuth, la populaire présidente du Bundestag. Cette annonce est critiquée à la fois par l'opposition, qui y voit une entorse à la neutralité habituelle du président de la chambre basse fédérale, et par la CDU du Land. Avec 42 % et 67 sièges sur 155, la CDU recule encore et se voit dépassée par le SPD de Gerhard Schröder, qui remporte de son côté 44,2 % des suffrages et 71 députés, ce qui constitue une première. Le vainqueur s'associe alors avec Les Verts (Grünen) et met fin à plus de quatorze ans de mandat ininterrompu d'Ernst Albrecht, qui établit ainsi le record de longévité à la direction du gouvernement de la Basse-Saxe.

### Retour dans le secteur privé
Il ne prend même pas possession de son mandat et se retire de la vie politique. Il retourne alors travailler dans le secteur privé, devenant quelques mois plus tard président du conseil de surveillance de l'entreprise de sidérurgie et métallurgie EHW Thale AG (Thaletec), à Halle, dont il sera le principal actionnaire entre 1993 et 1997. 
Conseiller auprès du gouvernement de l'ancienne république de l'URSS devenue l'indépendante de la Russie en 1991, le Kirghizistan de 1995 à 2003, il siège malgré tout à partir de 2007 au conseil de surveillance de GP Papenburg.

### Vie privée

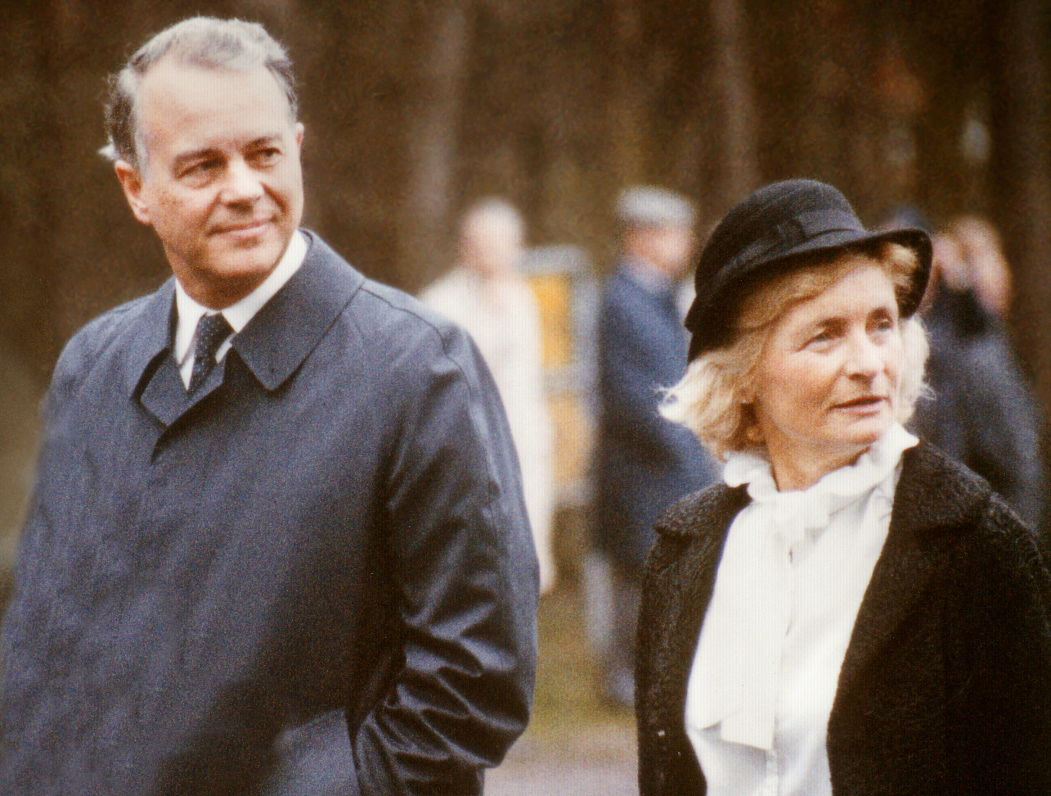
Ernst et Adèle Albrecht (en 1985).

En 1953, il épouse Heidi Adele, née Stromeyer. De cette union sont nés sept enfants dont deux sont morts : Benita-Eva en 1971, à l'âge de onze ans, et Lorenz, mort d'un cancer en 2005, à 49 ans. Sa seconde fille est Ursula von der Leyen, ministre régionale, puis fédérale, puis présidente de la Commission européenne. Ses autres enfants sont Harald, Hans-Holger, président de Modern Times Group, Donatus, qui s'est fait connaître en 1986 en organisant un concert privé du groupe Die Toten Hosen au domicile familial de Hanovre, et Barthold.
Sa femme meurt d'un cancer en 2002. 
En 2003, la maladie d'Alzheimer lui est diagnostiquée, mais elle n'est révélée au public qu'en mai 2008 par Ursula von der Leyen.

## Distinctions
- Grand-croix de l'ordre du Mérite du Portugal

### Publications
- (de) Der Staat: Idee und Wirklichkeit. Grundzüge einer Staatsphilosophie, Seewald, Stuttgart, 1976, 260 p.  (ISBN 3-512-00442-3)
- (de) Erinnerungen, Erkenntnisse, Entscheidungen: Politik für Europa, Deutschland und Niedersachsen, Barton, Göttingen, 1999, 192 p.  (ISBN 3-934648-00-2)